# Campionatul European de Fotbal Feminin 2009
Al zecelea campionat European de Fotbal Feminin (UEFA Women’s Euro 2009) a avut loc în Finlanda, între 23 august și 10 septembrie 2009. Pentru prima oară participă la acest campionat 12 echipe naționale în loc de 8. Echipele participante sunt împărțite la început în trei grupe, după care prin sistemul de eliminare vor fi selectate echipele cele mai bune. La campionat a participat și echipa Germaniei, care era campioană en-titre, reușind să-și apere titlul. 
Campionatul a avut loc în orașele finlandeze Tampere, Lahti, Turku și Helsinki. 

## Stadioane
| Oraș     | Stadion           | Capacitate | Club gazdă     | Meciuri                                           |
| -------- | ----------------- | ---------- | -------------- | ------------------------------------------------- |
| Helsinki | Stadionul Olimpic | 40.000     | Finlanda       | 4 Meciuri din Grupe, Finala                       |
| Helsinki | Stadionul Finnair | 10.770     | HJK Helsinki   | 3 Meciuri din Grupe, Sfert de finală, Semi-finală |
| Turku    | Veritas Stadion   | 9.372      | FC Inter, TPS  | 4 Meciuri din Grupe, Sfert de finală              |
| Tampere  | Ratina Stadion    | 17.000     | Tampere United | 4 Meciuri din Grupe, Sfert de finală, Semi-finală |
| Lahti    | Lahden Stadion    | 14. 465    | FC Lahti       | 3 Meciuri din Grupe, Sfert de finală              |

## Calificări
- Finlanda (calificată ca gazdă)
- Anglia
- Suedia
- Franța
- Germania
- Danemarca
- Norvegia
- Islanda
- Italia
- Țările de Jos
- Rusia
- Ucraina

### Faza grupelor

#### Grupa A
| Team          | GP | W | D | L | GF | GA | Pts |
| ------------- | -- | - | - | - | -- | -- | --- |
| Finlanda      | 3  | 2 | 0 | 1 | 3  | 2  | 6   |
| Țările de Jos | 3  | 2 | 0 | 1 | 5  | 3  | 6   |
| Danemarca     | 3  | 1 | 0 | 2 | 3  | 4  | 3   |
| Ucraina       | 3  | 1 | 0 | 2 | 2  | 4  | 3   |

| Țările de Jos            | 2 – 0    | Ucraina |
| ------------------------ | -------- | ------- |
| Van de Ven 4' Stevens 9' | (Report) |         |

| Finlanda  | 1 – 0    | Danemarca |
| --------- | -------- | --------- |
| Saari 49' | (Report) |           |

| Ucraina          | 1 – 2    | Danemarca                  |
| ---------------- | -------- | -------------------------- |
| Apanaschenko 63' | (Report) | Sand Andersen 49' Pape 87' |

| Țările de Jos  | 1 – 2    | Finlanda                  |
| -------------- | -------- | ------------------------- |
| Van de Ven 25' | (Report) | Österberg Kalmari 7', 69' |

| Finlanda | 0 – 1    | Ucraina   |
| -------- | -------- | --------- |
|          | (Report) | Pekur 69' |

| Danemarca        | 1 – 2    | Țările de Jos      |
| ---------------- | -------- | ------------------ |
| J. Rasmussen 71' | (Report) | Smit 58' Melis 66' |

### Faza eliminatoare
|  | Sferturi de finală      | Sferturi de finală      |                          |   | Semifinale | Semifinale |  |  | Finală | Finală |
|  |                         |                         |                          |   |            |            |  |  |        |        |
|  | 3 septembrie – Turku    |                         |                          |   |            |            |  |  |        |        |
|  |                         |                         |                          |   |            |            |  |  |        |        |
|  | Finlanda                | 2                       |                          |   |            |            |  |  |        |        |
|  | Finlanda                | 2                       | 6 septembrie – Tampere   |   |            |            |  |  |        |        |
|  | Anglia                  | 3                       |                          |   |            |            |  |  |        |        |
|  | Anglia                  | 3                       | Anglia                   | 2 |            |            |  |  |        |        |
|  | 3 septembrie – Tampere  |                         | Anglia                   | 2 |            |            |  |  |        |        |
|  |                         |                         | Țările de Jos            | 1 |            |            |  |  |        |        |
|  | Țările de Jos           | 0 (5)                   | Țările de Jos            | 1 |            |            |  |  |        |        |
|  | Țările de Jos           | 0 (5)                   | 10 septembrie – Helsinki |   |            |            |  |  |        |        |
|  | Franța                  | 0 (4)                   |                          |   |            |            |  |  |        |        |
|  | Franța                  | 0 (4)                   | Anglia                   | 2 |            |            |  |  |        |        |
|  | 4 septembrie – Lahti    |                         | Anglia                   | 2 |            |            |  |  |        |        |
|  |                         | Germania                | 6                        |   |            |            |  |  |        |        |
|  | Germania                | Germania                | 6                        | 2 |            |            |  |  |        |        |
|  | Germania                | 7 septembrie – Helsinki |                          | 2 |            |            |  |  |        |        |
|  | Italia                  | 1                       |                          |   |            |            |  |  |        |        |
|  | Italia                  | 1                       | Germania                 | 3 |            |            |  |  |        |        |
|  | 4 septembrie – Helsinki |                         | Germania                 | 3 |            |            |  |  |        |        |
|  |                         |                         | Norvegia                 | 1 |            |            |  |  |        |        |
|  | Suedia                  | 1                       | Norvegia                 | 1 |            |            |  |  |        |        |
|  | Suedia                  | 1                       |                          |   |            |            |  |  |        |        |
|  | Norvegia                | 3                       |                          |   |            |            |  |  |        |        |
|  | Norvegia                | 3                       |                          |   |            |            |  |  |        |        |
|  |                         |                         |                          |   |            |            |  |  |        |        |

#### Sferturi
| Finlanda                  | 2–3    | Anglia                      |
| ------------------------- | ------ | --------------------------- |
| Sjölund 66' Sällström 79' | Report | Aluko 15', 67' Williams 49' |

| Țările de Jos                                                          | 0–0 (d.p.) | Franța                                                                 |
| ---------------------------------------------------------------------- | ---------- | ---------------------------------------------------------------------- |
|                                                                        | Report     |                                                                        |
| Stevens · Melis · Kiesel-Griffioen · Smit · Koster · Bito · Hoogendijk | 5–4        | Soubeyrand · Abily · Henry · Le Sommer · Franco · Meilleroux · Herbert |

| Germania       | 2–1    | Italia     |
| -------------- | ------ | ---------- |
| Grings 4', 47' | Report | Panico 63' |

| Suedia               | 1–3    | Norvegia                                     |
| -------------------- | ------ | -------------------------------------------- |
| Sandell Svensson 80' | Report | Segerström 39' (o.g.) Giske 45' Pedersen 60' |

#### Semi-finale
| Anglia                     | 2–1 (d.p.)            | Țările de Jos |
| -------------------------- | --------------------- | ------------- |
| K. Smith 61' J. Scott 116' | Report[nefuncțională] | Pieëte 64'    |

| Germania                                | 3–1                   | Norvegia      |
| --------------------------------------- | --------------------- | ------------- |
| Laudehr 59' da Mbabi 61' Bajramaj 90+3' | Report[nefuncțională] | Herlovsen 10' |

#### Finală
| Anglia                  | 2–6    | Germania                                               |
| ----------------------- | ------ | ------------------------------------------------------ |
| Carney 24' K. Smith 55' | Report | Prinz 20', 76' Behringer 22' Kulig 50' Grings 62', 73' |

| GK          | 1  | Rachel Brown        |     |     |
| LB          | 3  | Casey Stoney        | 44' |     |
| CB          | 14 | Faye White (c)      |     |     |
| CB          | 6  | Anita Asante        |     |     |
| RB          | 2  | Alex Scott          |     |     |
| MF          | 9  | Eniola Aluko        |     | 81' |
| MF          | 4  | Fara Williams       |     |     |
| MF          | 8  | Katie Chapman       |     | 85' |
| MF          | 7  | Karen Carney        |     |     |
| FW          | 10 | Kelly Smith         |     |     |
| FW          | 12 | Jill Scott          |     |     |
| Substitutes |    |                     |     |     |
| DF          | 5  | Lindsay Johnson     |     |     |
| MF          | 11 | Sue Smith           |     |     |
| GK          | 13 | Siobhan Chamberlain |     |     |
| DF          | 15 | Rachel Unitt        |     |     |
| FW          | 16 | Jody Handley        |     |     |
| FW          | 17 | Lianne Sanderson    |     | 81' |
| MF          | 18 | Emily Westwood      |     | 85' |
| DF          | 19 | Laura Bassett       |     |     |
| MF          | 20 | Danielle Buet       |     |     |
| FW          | 21 | Jessica Clarke      |     |     |
| GK          | 22 | Karen Bardsley      |     |     |
| Antrenor    |    |                     |     |     |
| Hope Powell |    |                     |     |     |

| GK          | 1  | Nadine Angerer         |  |     |
| LB          | 4  | Babett Peter           |  |     |
| CB          | 3  | Saskia Bartusiak       |  |     |
| CB          | 5  | Annike Krahn           |  |     |
| RB          | 10 | Linda Bresonik         |  |     |
| MF          | 7  | Melanie Behringer      |  | 60' |
| MF          | 6  | Simone Laudehr         |  |     |
| MF          | 14 | Kim Kulig              |  |     |
| MF          | 18 | Kerstin Garefrekes     |  | 83' |
| FW          | 9  | Birgit Prinz (c)       |  |     |
| FW          | 8  | Inka Grings            |  |     |
| Substitutes |    |                        |  |     |
| DF          | 2  | Kerstin Stegemann      |  |     |
| DF          | 11 | Anja Mittag            |  |     |
| GK          | 12 | Ursula Holl            |  |     |
| MF          | 13 | Célia Okoyino da Mbabi |  | 60' |
| MF          | 15 | Sonja Fuss             |  |     |
| FW          | 16 | Martina Müller         |  |     |
| FW          | 17 | Ariane Hingst          |  |     |
| FW          | 19 | Fatmire Bajramaj       |  | 83' |
| FW          | 20 | Jennifer Zietz         |  |     |
| DF          | 21 | Lisa Weiß              |  |     |
| FW          | 22 | Bianca Schmidt         |  |     |
| Antrenor    |    |                        |  |     |
| Silvia Neid |    |                        |  |     |

Regulile meciului
- 90 de minute.
- 30 de minute de prelungiri dacă este necesar.
- Lovituri de departajare dacă scorul este egal.
- Șapte rezerve numite, din care vor fi folosite doar trei.